# 平斯旺
平斯旺是奥地利蒂罗尔州罗伊特县的一个市镇。总面积9.47平方公里，总人口431人，人口密度45.5人/平方公里（2005年）。